# Морський окунь плямистий
Морський окунь плямистий, Dicentrarchus punctatus, є видом риб що належить до родини Моронових. Солонуватоводна неретично-пелагічна субтропічна риба, сягає довжини 70 см. Живе на глибині більше за 30 м.
Ареал охоплює східну Атлантику від Ла-Маншу на південь вздовж берегів Європи та Марокко до Сенегалу і Канар; також у Середземномор'ї і в Суецькій затоці.